# ムンデルスハイム

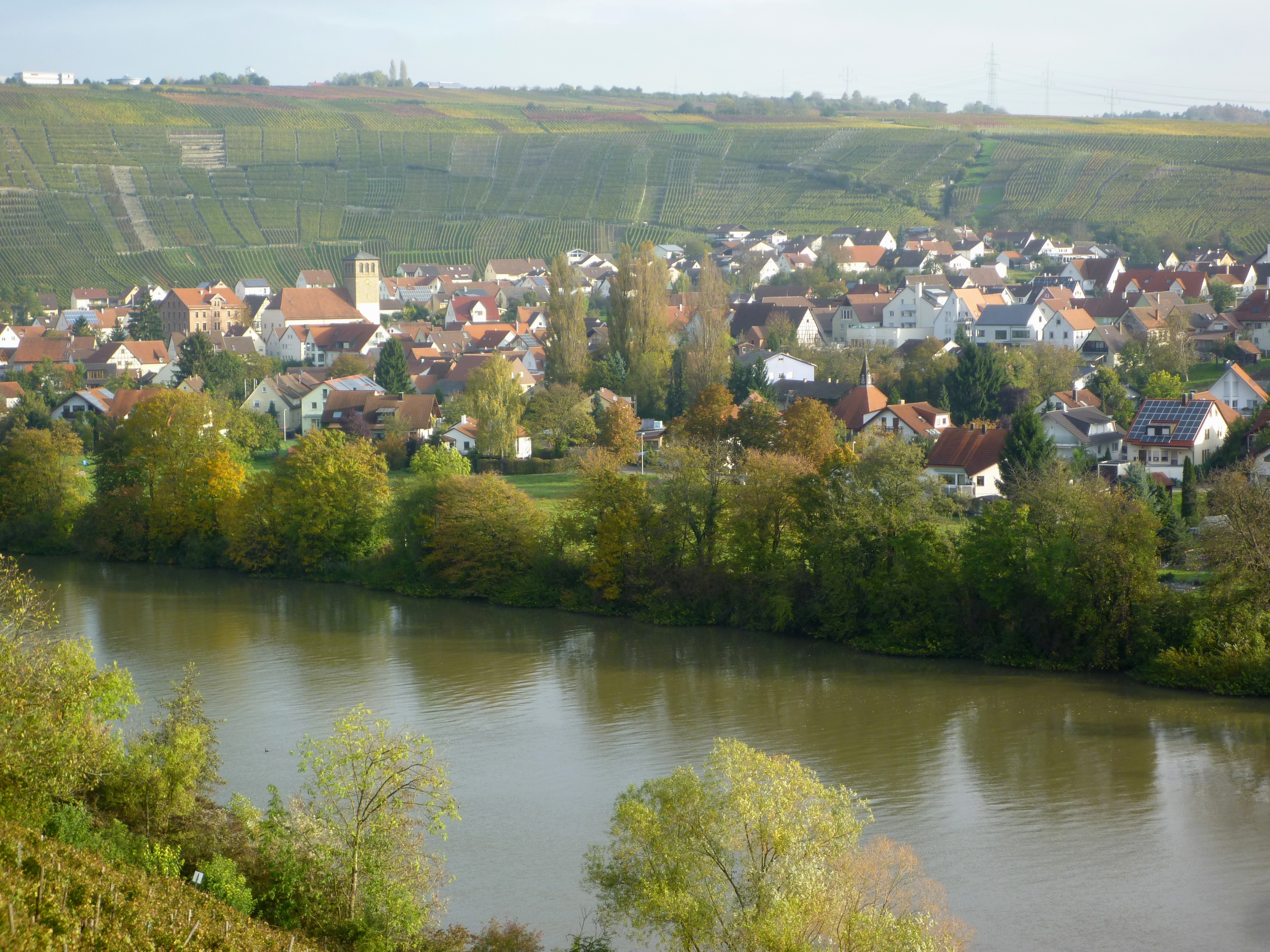
ムンデルスハイム・アム・ネッカー

ムンデルスハイム (ドイツ語: Mundelsheim) はドイツ連邦共和国バーデン＝ヴュルテンベルク州ルートヴィヒスブルク郡に属す町村（以下、本項では便宜上「町」と記述する）である。シュトゥットガルトの北約 30 km、ハイルブロンの南約 20 km の、ネッカー川河畔に位置する。この町はシュトゥットガルト地域（1992年まではミットレラー・ネッカー地域）およびシュトゥットガルト大都市圏周縁地域に含まれる。

## 地理

### 位置
ムンデルスハイムは、ヘッシヒハイムとプライデルスハイムとの間のネッカーシュライフェ（ネッカー川の蛇行部分）沿い、高度 182 m から 334 m に位置する。

### 自治体の構成
自治体ムンデルスハイムには、ムンデルスハイム村落、シュライヤーホーフ小集落、ハウス・ツィーゲルヒュッテ、および離れた場所に位置するティーフェンバッハ地区とゼールホーフェン地区が含まれる。

### 隣接する市町村
ムンデルスハイムに隣接する市町村は、西から時計回りに以下の通りである: ヘッシヒハイム、オトマールスハイム（ベージヒハイムの市区）、ネッカーヴェストハイム、グロースボットヴァール、ヘプフィヒハイム（シュタインハイム・アン・デア・ムルの市区）、プライデルスハイム、クラインインゲルスハイム（インゲルスハイムの市区）である。ハイルブロン郡に属すネッカーヴェストハイムを除き、いずれもルートヴィヒスブルク郡に属している。ムンデルスハイムは、ベージヒハイム、フロイデンタール、ゲムリヒハイム、ヘッシヒハイム、レヒガウ、ヴァルハイムとともにベージヒハイム自治体行政連合を形成している。この町は、ベージヒハイム区裁判所管区に属す。

### 土地利用
| 土地用途別面積     | 面積 (km2) | 占有率 |
| ------------------ | ---------- | ------ |
| 住宅地および空き地 | 0.44       | 4.3 %  |
| 産業用地           | 0.35       | 3.4 %  |
| レジャー用地       | 0.05       | 0.4 %  |
| 交通用地           | 0.96       | 9.4 %  |
| 農業用地           | 5.66       | 55.5 % |
| 森林               | 2.23       | 21.9 % |
| 水域               | 0.26       | 2.5 %  |
| その他の用地       | 0.25       | 2.5 %  |
| 合計               | 10.20      |        |

州統計局の2018年12月31日現在のデータによる。

### 緯度
ムンデルスハイムの地理上の位置は特殊な場所である。町の中央部を北緯49度線が通っている。バンクーバー、パリ、カールスルーエ、レーゲンスブルク、チェスケー・ブジェヨヴィツェといった街がこの緯線上にある。またこの緯線は1818年から当時のイギリス領カナダとアメリカ合衆国西部との間の約2,100 km にわたる国境となっている。

## 歴史
紀元前後の時代、ネッカータール（ネッカー川の谷）にはケルト人が住んでいた。ローマ人の侵入により、この地域はローマ帝国に組み込まれた。ローマ人の統治は、オットマールスハイマー・ヘーエ工業地区の敷地内に遺るミトラス神殿の遺構によって証明される。この神殿は、大規模なローマ人入植地に属しており、1990年代に州文化財庁の保全発掘により調査がなされた。アウトバーン A81号線の建設工事の際にローマ時代の農場跡が発見された。

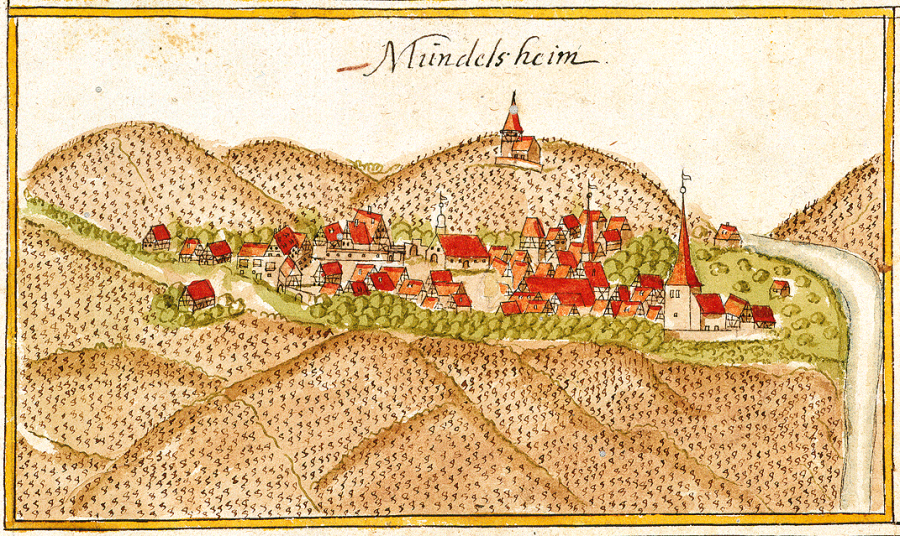
1686年頃に描かれたムンデルスハイムの絵図

500年頃にアレマン人の時代が始まった。ムンドルフという名のアレマン人貴族がいた。現在の地名は、Mundolfsheim（直訳: ムンドルフの家）を原型とし、これが時代とともに Mundelsheim と変化したものである。この集落は1245年に初めて Mundelsheim として文献に記述されている。シュヴァーベン公領の崩壊に伴い、この集落はバーデン辺境伯領となった。辺境伯は、13世紀にウルバッハ家にレーエンとしてこの地を与えた。1422年、皇帝ジギスムントはムンデルスハイムに都市権を授けた。ウルバッハ家は、行商人を襲う盗賊行為に参加した。このため帝国都市ハイルブロンとシュヴェービッシュ・ハルは、1440年に600人の騎兵をムンデルスハイムに侵攻させ、この町を破壊した。
1595年にムンデルスハイムはヴュルテンベルク家に売却された。ムンデルスハイムは1806年までアムトの所在地であった。このアムトは、初めはオーバーアムト・バイルシュタイン、その後はオーバーアムト・マールバッハに属した。市町村再編により、1938年にオーバーアムトが廃止され、この町はルートヴィヒスブルク郡に編入され、以後この郡に属している。
ドイツ赤軍のテロリスト、クヌート・フォルカーツとギュンター・ゾネンベルクは、連邦検事総長ジークフリート・ブーバック暗殺の前日にあたる1977年4月6日にムンデルスハイムワイン製造者協同組合で12本のワインを購入した。

## 住民

### 宗教
ヴュルテンベルクに属す近隣の町では早くも1534年から宗教改革がなされたのに対して、ムンデルスハイムやベージヒハイムといったバーデンのアムトに属してた町では、かなり遅くになってからであった。バーデン＝ドゥルラハ辺境伯カール2世は、1555年のアウクスブルクの和議に基づき、その支配地域の宗派を統一し、1556年に福音主義の信仰を採り入れた。福音主義ムンデルスハイム教会は現在、マールバッハ教会管区に属している。
ムンデルスハイムにはこの他に、カトリックの聖ヴォルフガング教会や、新使徒教会がある。

### 人口推移
各時点の町域における人口を以下に示す。人口は、人口調査結果 (*) またはバーデン＝ヴュルテンベルク州統計局の公的な調査結果に基づく数値である。
| 時期           | 人口（人） |
| -------------- | ---------- |
| 1871年12月1日* | 1,619      |
| 1880年12月1日* | 1,695      |
| 1890年12月1日* | 1,665      |
| 1900年12月1日* | 1,629      |
| 1910年12月1日* | 1,478      |
| 1925年6月16日* | 1,423      |
| 1933年6月16日* | 1,464      |
| 1939年5月17日* | 1,520      |
| 1950年9月13日* | 1,914      |

| 時期           | 人口（人） |
| -------------- | ---------- |
| 1961年6月6日*  | 2,135      |
| 1970年5月27日* | 2,459      |
| 1980年12月31日 | 2,856      |
| 1987年5月25日* | 2,827      |
| 1990年12月31日 | 2,889      |
| 1995年12月31日 | 3,085      |
| 2000年12月31日 | 3,168      |
| 2005年12月31日 | 3,174      |
| 2010年12月31日 | 3,154      |
| 2015年12月31日 | 3,276      |

## 行政

### 町議会
ムンデルスハイムの町議会は12人の議員を擁している。
これ以外の町議会構成員で議長を務めるのが町長である。

### 首長
町長は、バーデン＝ヴュルテンベルク州市町村法に基づき、町議会の議長と町行政の指導者を務める。町長は常勤の公務員であり、マンデルスハイム住民の直接選挙によって8年の任期ごとに選出される。1930年にヴュルテンベルクの自治体法は、町長の公的な職名を Schultheiß から Bürgermeister に変更した。現在の町長はボリス・ザイツである。彼は、2018年10月14日の町長選挙で 60.32 % の票を獲得し、4人の対立候補に勝利した。公式な就任は2018年12月3日であった。
1945年の終戦後の町長を以下に列記する:
- 1945年 - 1948年: ヴェンデリン・ラーナー（連合軍政府からの指名による）
- 1948年 - 1966年: ゲオルク・ハーガー
- 1966年 - 2002年: ハンス・ヴェッツェル
- 2002年 - 2018年: ホルガー・ハイスト
- 2018年 - : ボリス・ゼイツ

### 紋章と旗
この街の紋章は、赤地で、横向きに置かれた黒いシカの角。その下に銀色の挙げた右手が描かれている。この紋章はヴュルテンベルクへの移行後に用いられたもので、臣従の誓いのために挙げた手が描かれている。シカの角は、ヴュルテンベルクへの帰属を示している。
町の旗は白 - 赤で、1980年8月4日に認可された。

### 姉妹自治体
- ラ・モット＝セルヴォレックス（フランス語版、英語版）（フランス、サヴォワ県）1974年[8]

## 文化と見所
ムンデルスハイムは、多くの見所をたどるヴュルテンベルク・ワイン街道沿いに位置している。

### 建築

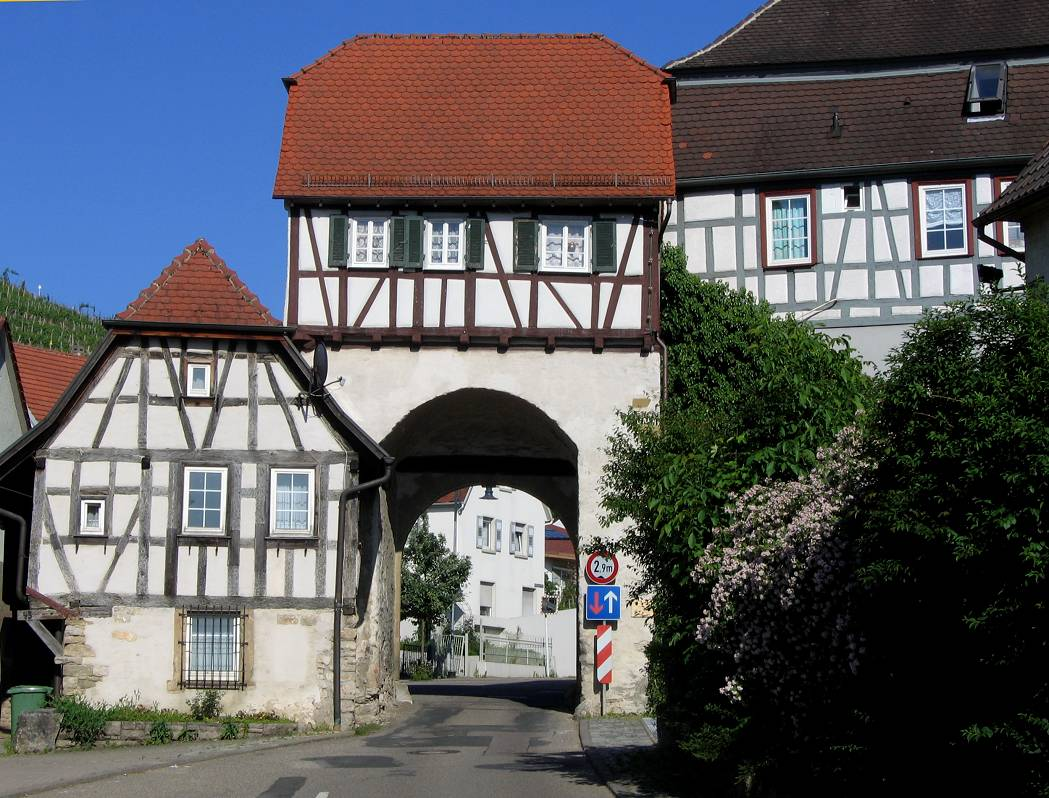
グロースボットヴァール門

#### ニコラウス教会
ニコラウス教会は1602年までは礼拝堂であり、この頃に初めて教会に拡張された。1836年に塔が老朽化したため、砂岩で古典主義様式に建て替えられた。内部の宝が、1784年に創られたヴァイマール＝オルガンである。

#### キリアンス教会
聖キリアンス教会は1247年の教皇勅書に記述されており、オーベルステンフェルト女子修道院に属していた。1440年に帝国都市ハイルブロンとシュヴェービッシュ・ハレの軍勢によって大きく毀損され、現在のより大きな形で再興された。この教会には1460年から1470年に制作された見応えのある後期ゴシックのフレスコがある。

#### 門番小屋があるグロースボットヴァール門
1422年に都市権が与えられた際、ムンデルスハイムは門、市壁、堀で護られていた。唯一現存する門がこのグロースボットヴァール門である。この塔は、町の防衛施設の一部であると同時に、「Torschreiber」の官舎でもあった。

#### ヘルダーリン薬局
この建物は、1747年に牧師で教師のヨハン・レオンハルト・ヘルダーリン（詩人フリードリヒ・ヘルダーリンの叔父）によって建設された。この3階建ての漆喰塗り建築は、バロック様式のマンサード屋根を戴いている。1832年から薬局が営まれており、この名で呼ばれている。

#### 共同パン焼き小屋
この町に遺る2つの共同パン焼き小屋のうち、古い方は防火のため公爵の命令で1838年に建設された。ここは現在も定期的にパン焼き小屋として利用されている。

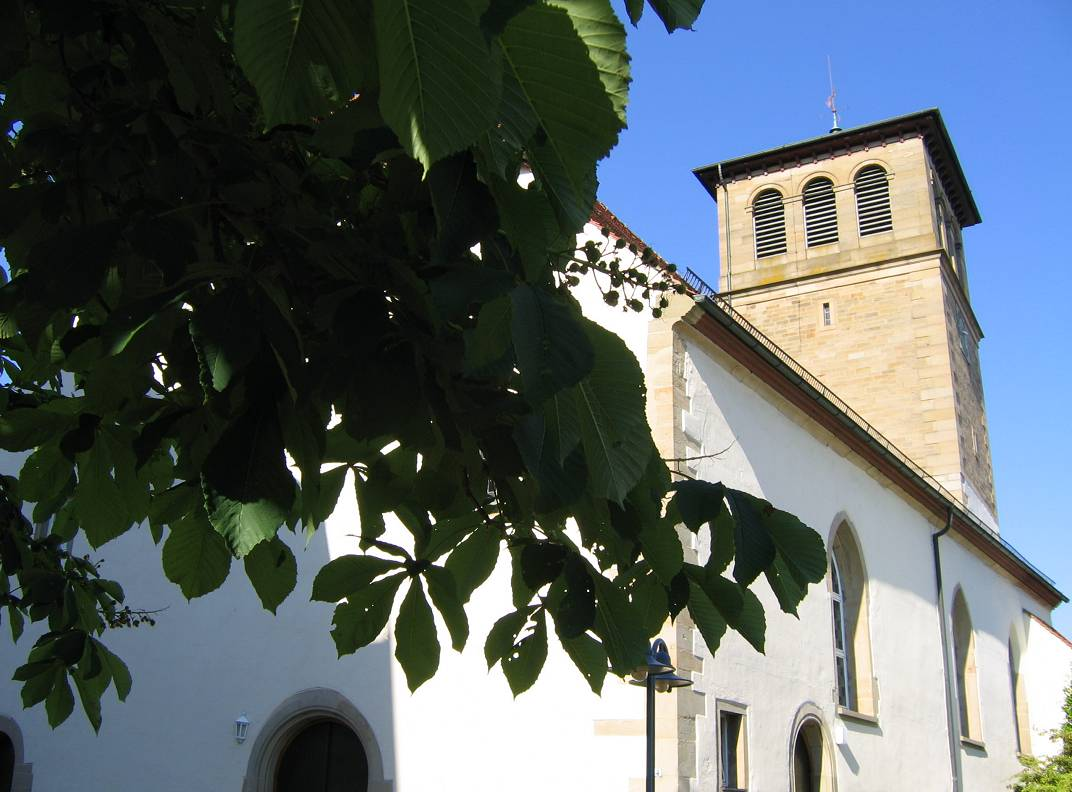
聖ニコラウス教会
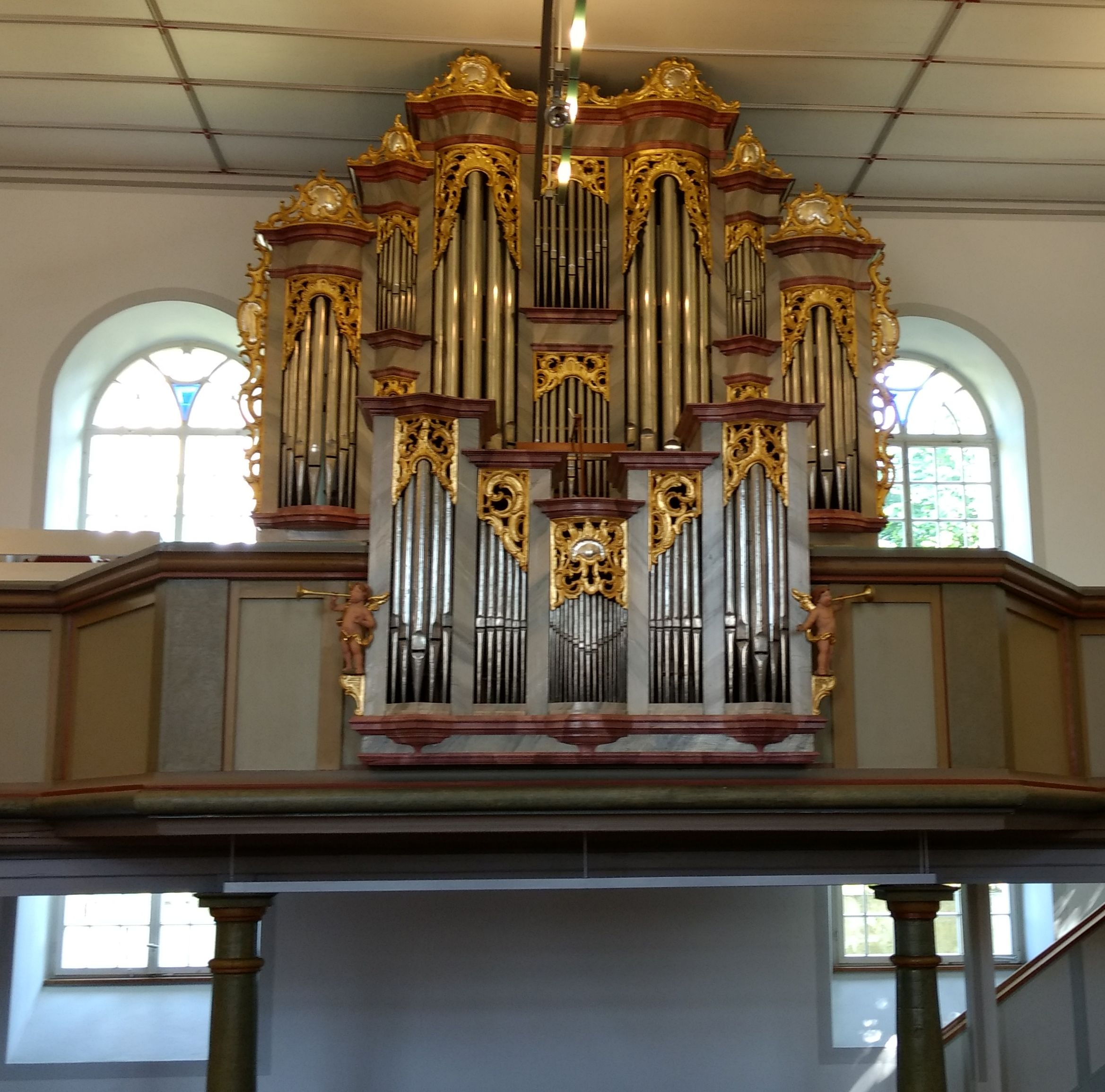
聖ニコラウス教会のヴァイマール＝オルガン
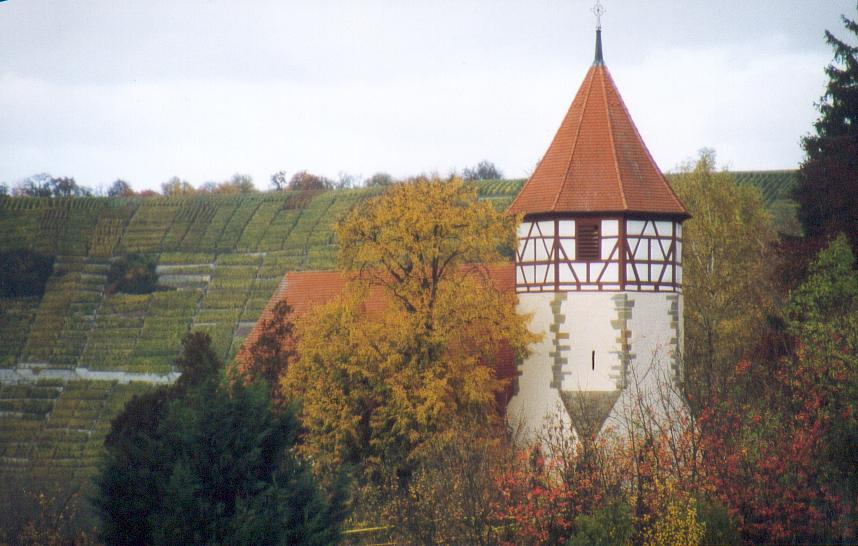
聖キリアンス教会
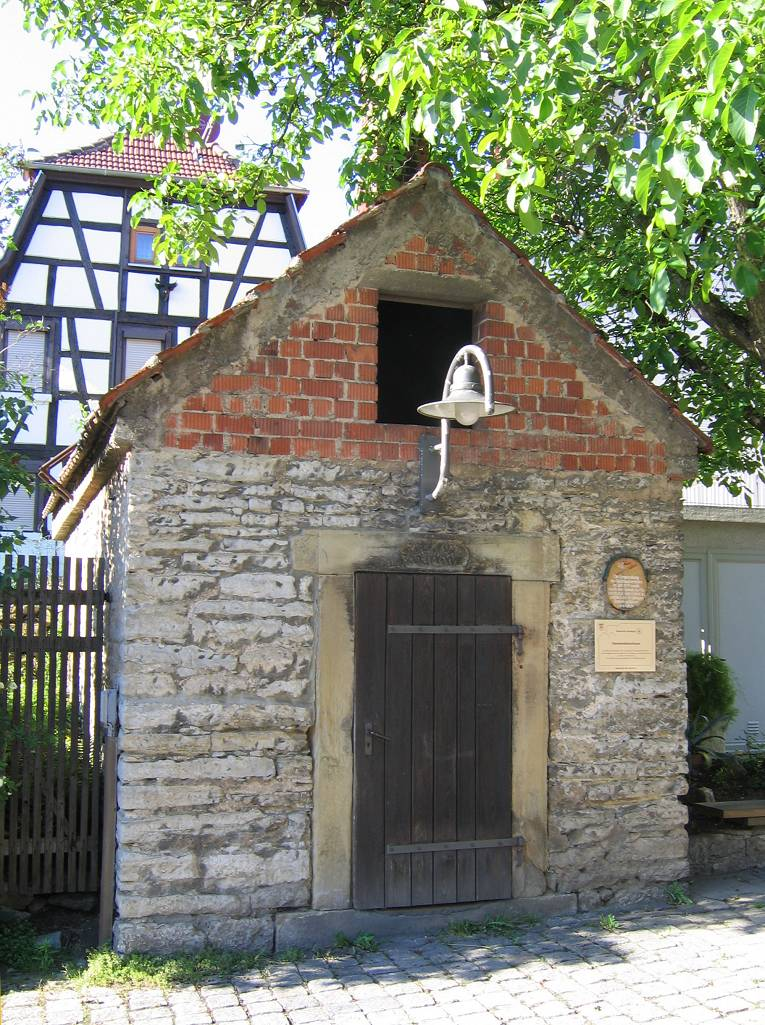
1838年建造のパン焼き小屋

### 歴史周遊路
中心部に24件、外側にも見所の多い歴史周遊路はこの町の歴史を概観できる。この周遊路はマルクト広場のビュルガーハウス前からスタートする。ここにはすべての見所を記した一覧表がある。建物や記念碑の前には、短い解説を記した案内板が設けられている。

### 修道院倉庫の博物館
ムンデルスハイム歴史協会は、かつてのオーベルステンフェルト修道院の十分の一税倉庫でワイン造りの展示を行っている。見学者は、案内板や展示ケースから歴史的背景を学ぶことができる。また、他のステーションとして樽作りや車作りの工房が設けられている。

### 年中行事
- ワインとサウンド: ブドウ搾り所で通常3月に開催される。
- ケスベルクフェスト: ケスベルク・ワイン地区のケスベルクヴェークで5月の第1土曜日（5月1日にあたった場合は、次の土曜日）に開催される。2012年からは2日間（金曜日と土曜日）開催される。
- ベックラーの祭: ブドウ山のレジャー施設ベックラーで、キリスト昇天祭に開催される。
- 手仕事通りの聖霊降臨祭の市: 町の中心部のマルクト広場とヒンデンブルク通りで聖霊降臨節の月曜日に開催される。
- ヴァインドルフ（直訳: ワイン村）: マルクト広場で8月の最終週末（ジッヒェルヘンケトと交替で1年おき）に開催される。
- ジッヒェルヘンケト: マルクト広場で8月の最終週末（ヴァインドルフと交替で1年おき）に開催される。
- ノイアー・ヴァイン・ウント・ツヴィーベルクーヘン（ワインの新酒と焼き菓子）: マルクト広場のビュルガーハウス前で10月の第2日曜日に開催される。
- マルティーニ市: 町の中心部のマルクト広場とヒンデンブルク通りで悔い改めの日の次の土曜日に開催される。
- 秋のイベント - ケスベルクケラーのワイン試飲の日: ケスベルクハレで11月末に開催される。

## 経済と社会資本

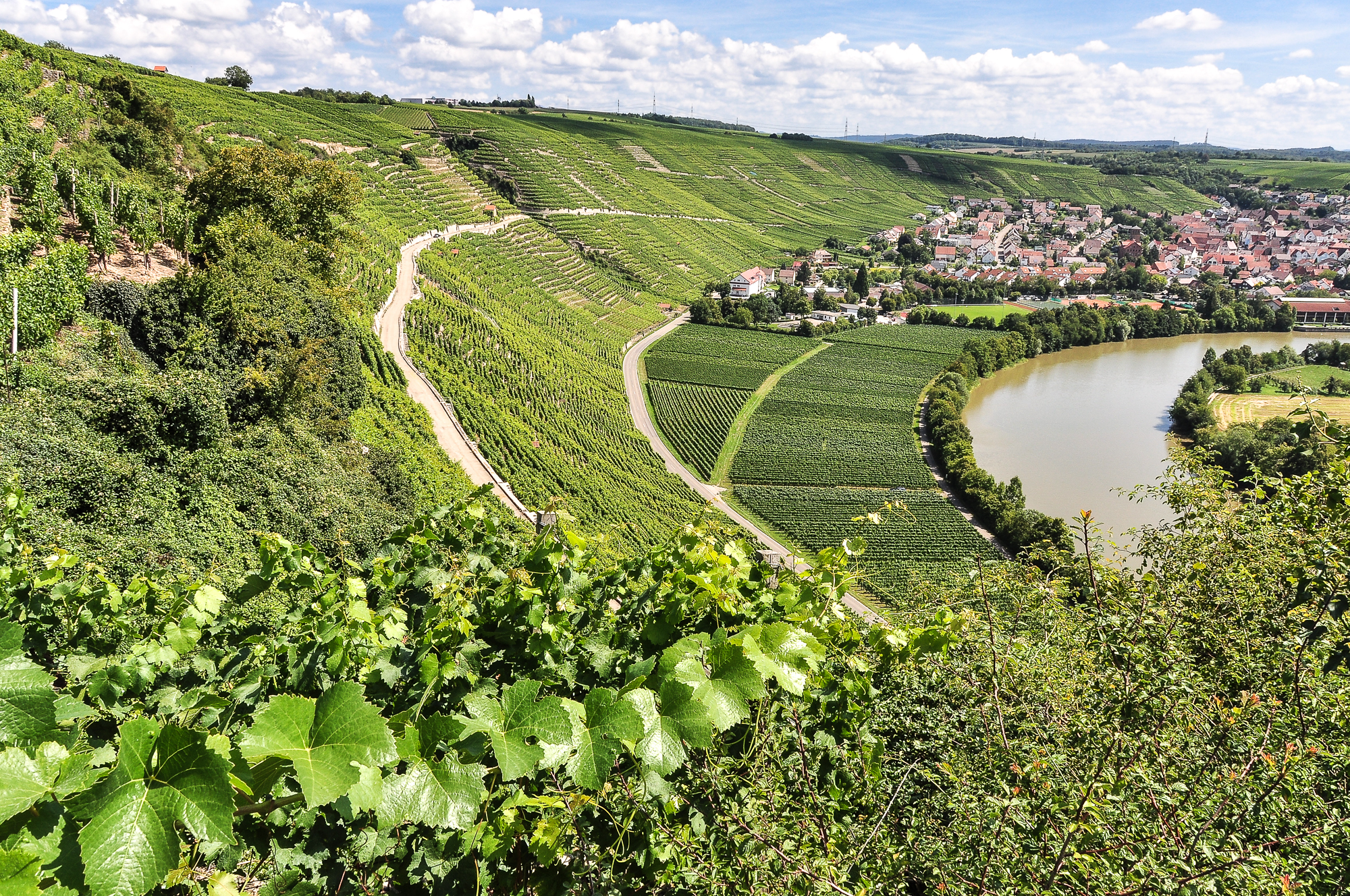
ムンデルスハイムの背後に広がるブドウ畑

ムンデルスハイムの経済は、この地域全域がそうであるように、ブドウと果実の栽培によっている。特に有名なワイン地区がムンデルスハイマー・ケスベルクである。これ以外の地区「ミュールベッヒャー」や「ローツェンベルク」と同様に、ヴュルテンベルク・ワイン地区のヴュルテンベルク・ウンターラント地域シャルクシュタイン大地区に属している。

### 交通
ムンデルスハイムは、ベージヒハイムおよびフライベルク行きのバスによって鉄道路線に接続している。ベージヒハイムからはフランケン鉄道（シュトゥットガルト - ヴュルツブルク）が利用できる。フライベルクでは、SバーンのS4号線（バックナング - マールバッハ - シュトゥットガルト）が利用できる。
ムンデルスハイムは、連邦アウトバーン A81号線（ハイルブロン - シュトゥットガルト）に面しており、同名のインターチェンジでこれに接続している。
船でムンデルスハイムに行くこともできる。ネッカー旅客船交通は、ネッカータール自転車道に面して船着き場を有している。

### メディア
町の広報紙「ムンデルスハイム・アクトゥエル」は週に1回金曜日に刊行される。ムンデルスハイムのニュースは定期的に「ビーティヒハイマー・ツァイトゥング」、「ルートヴィヒスブルガー・クライスツァイトゥング」、「ネッカー・ウント・エンツボーテ」、「マールバッハー・ツァイトゥング」、「シュトゥットガルター・ツァイトゥング」に報告される。

### 公共機関と社会福祉機関

#### 幼稚園
ムンデルスハイムには幼稚園が3園ある: 2園は町立幼稚園「ゼールホーフェン」と「ダムヴェーク」、もう1園は福音主義教会の幼稚園である。

#### 図書館
図書館は旧学校にある。児童書、一般向け図書、有益なノンフィクション、旅行ガイドブックおよび教育、健康、ペット、ガーデニング、手芸、料理、パン作りをテーマにした本がある。この他にオーディオブック、CD、玩具などもある。

#### 野外プール
5月初めから9月半ばまでの夏期期間にオープンしている野外プールは、ネッカー川沿いの牧歌的な環境に位置している。この小さなプールの利点は、快適な温度に保たれたきれいでミネラルを含んだ水、安らかな休息感、面白い形の子供遊戯場を備えていることである。ここでは、ビーチバレーボール、テーブル・フットボール、卓球を楽しむこともできる。入り口付近には売店もある。駐車場は隣接している。

#### 介護施設
ムンデルスハイム町は、アレクサンダー＝シュティフトの養護施設により、持続的介護サービスを提供している。ここでは、滞在型介護と短期型介護が一つの施設に統合されている。また、養護付き老人ホームもある。

#### 防災、救命
ムンデルスハイム消防団は、町議会の決定に基づき2016年5月から医療緊急隊に指定され、応急対応を担っている。彼らの任務は、公的な救命サービスが到着する前の、救急患者に対する迅速な初期対応である。

#### 教会の機関
福音主義のニコラウス教会はシュールガッセにある。牧師館もここにある。集会所は、カペル通りのCVJM-ハウスである。福音主義キリアン教会は、キルヒホーフガッセとキリアン通りとの角の墓地内にある。
カトリックの聖ヴォルフガング教会は、教団センターとともにアムゼルヴェークにある。
新使徒派教会はフィッシャーヴェルトにある。

### 教育
ゲオルク＝ハーガー＝シューレは2014/15年の学年末まで、ヴェルクレアルシューレ課程を有する基礎課程・本課程学校であった。この時点で上級の学校が廃止され、ゲオルク＝ハーガー＝シューレは、全日制基礎課程学校となった。進学する生徒は、たとえばベージヒハイム、フライベルク、マールバッハなどで学ぶことになる。

### ライフライン

#### 電力
1896年に、ムンデルスハイムのシュロスブラウエライ（城のビール醸造所）により小さな電力会社が創業されたが、1902年に破産した。1905年に水力発電所ネッカーミューレが開業した。この施設は、1907年にシュトゥットガルト市に売却された。1985年までは、テクニシェ・ヴェルケ・デア・シュタット・シュトゥットガルトがムンデルスハイムに電力を供給していた。これ以後、電力網は Kawag、現在の Syna GmbH（Süwagエネルギーの子会社）によって運営されている。オットマールスハイマー・ヘーエ産業地区は、EnBWレギオナル AG によって電力供給がなされている。

#### ガス
ガス供給はオットマールスハイマー・ヘーエ産業地区だけでなされている。ここでは、EnBWレギオナル AG もしくはその前身のテクニシェ・ヴェルケ・デア・シュタット・シュトゥットガルト AG、およびネッカーヴェルケ・シュトゥットガルト AG によって、1989年から天然ガスの供給が行われている。

#### 上水道
ムンデルスハイムの上水道は、かつてはいくつかの水源が確保されていた。水は、たとえば町役場の泉などの、村の泉から吐出されていた。集約的な上水供給は1896年に設けられた。2004年までは引き続き、いくつかの水源や泉で水を汲むことができた。ボーデン湖水供給会社に接続して以降は、地元の水とボーデン湖の水とを混合した水が住民に供給されている。シュレイヤーホーフ住宅地では、ベージヒハイム水供給グループのヘッシヒハイム地域ネット経由で飲み水が供給されている。オットマールスハイマー・ヘーエ産業地区では、ボーデン湖水供給会社によって飲料水が供給されている。

#### 下水道
現在の、機械式=生物学式汚水処理場は、8300 EGW の処理能力を有している。この町には3つの防災用雨水貯水槽がある（バウホーフ、町役場、ネッカー通り）。シュライヤーホーフ住宅地には独自 200 EGW の処理能力を有する汚水処理場がある。オットマールスハイマー・ヘーエ産業地区は、ネッカーウェストハイムの汚水処理場につながっている。この浄水場の処理能力は 10,000 EGW である。

#### 塵芥処理
塵芥処理は、ルートヴィヒスブルク郡塵芥処理会社 (AVL) が担当している。AVLは、ルートヴィヒスブルク郡の委託を受けてゴミの削減、再利用、廃棄といった処理を行っている。

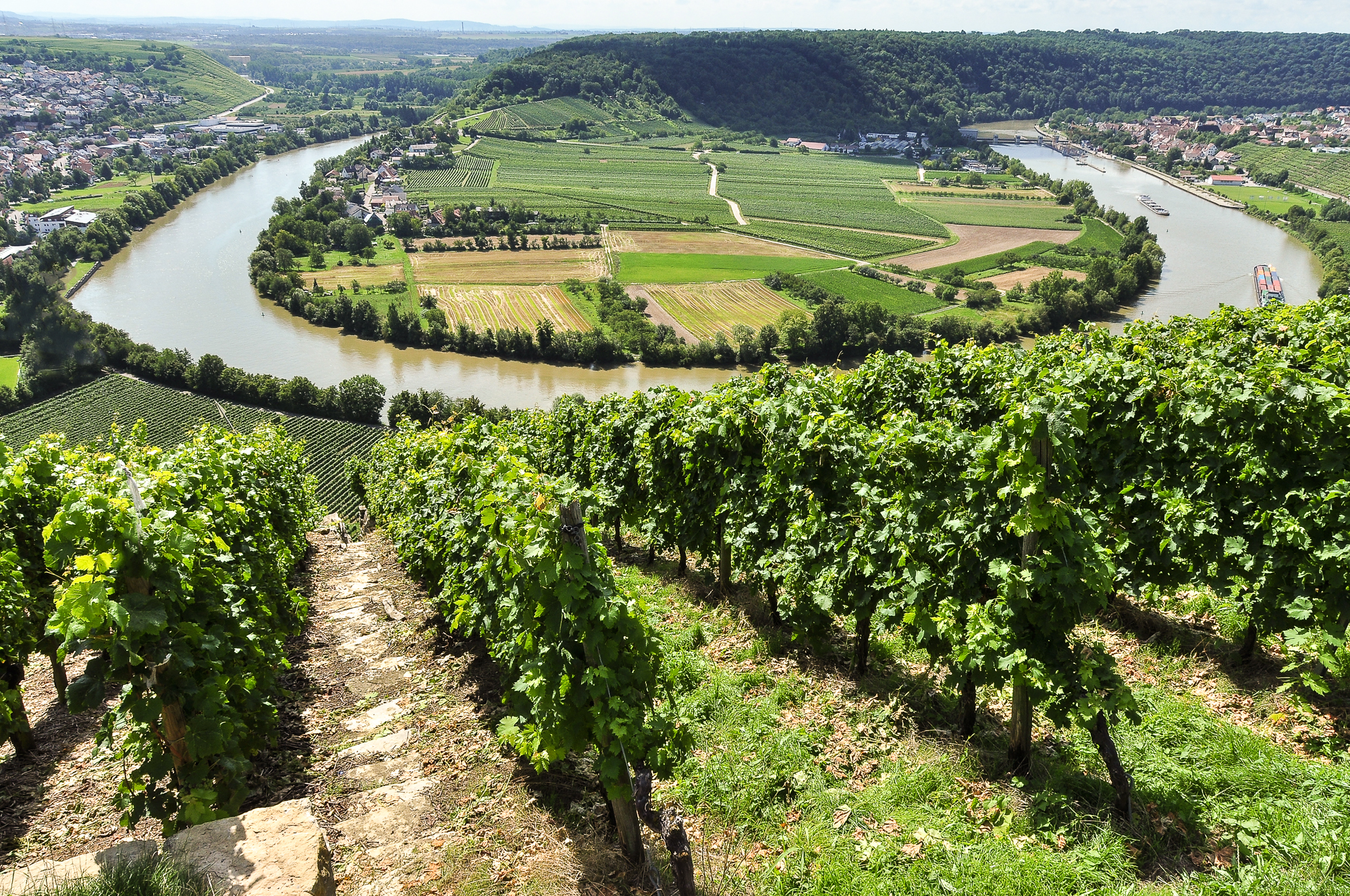
ケスベルクから見たネッカーシュライフェ

### 観光業
ムンデルスハイムには数多くの遊歩道がある。有名なネッカーシュライフェ（ネッカー川の蛇行部）を眺めることができるケスベルクヴェーク、5本のワイン・果樹園遊歩道、6本の森の遊歩道、1本の水辺の遊歩道がある。
ムンデルスハイムは、ヴィリンゲン＝シュヴェニンゲンからホルプ、テュービンゲン、シュトゥットガルト、ハイルブロン、ハイデルベルクを経由してマンハイムに至るネッカー川沿いを走る全長 410 km のネッカータール自転車道沿いに位置している。

## 参考図書
- Mundelsheim – Weinort am Neckar. Geschichte. Landschaft. Menschen. Mundelsheim: Gemeinde Mundelsheim. (1995). ISBN 978-3-9804177-0-9
- Geschichtsverein Mundelsheim e. V. (2010). Käsberg, Kälbling, Kappelstaffel. Auf den Spuren der Flur- und Ortsnamen in Mundelsheim. Mundelsheim
- Geschichtsverein Mundelsheim e. V.. Mundelsheim, wie es früher war. 101 Geschichten von Mundelsheimer Bürgerinnen und Bürgern. Mundelsheim

これらの文献は、翻訳元であるドイツ語版の参考文献として挙げられていたものであり、日本語版作成に際し直接参照してはおりません。

## 訳注
1. ↑  "ヴェルクレアルシューレ (ドイツ語: Werkrealschule) は、ドイツ内でもバーデン＝ヴュルテンベルク州特有の学校形態で、本課程学校の第9または第10学年修了の生徒から選抜で第10学年以降の中等教育クラスに進学できる制度およびその課程